# Camp Rock 2: The Final Jam
Camp Rock 2: The Final Jam é um filme original Disney Channel, feito pelo mesmo elenco da primeira versão, Camp Rock, contando com Demi Lovato, Jonas Brothers, e grande elenco. O cenário do filme foi a cidade de Ontário, Canadá. A produção do filme teve início em 3 de setembro de 2009 e terminou em 16 de Outubro de 2009. Estreou nos Estados Unidos em 3 de Setembro de 2010, com 8 milhões de telespectadores.

## Sinopse
Mitchie (Demi Lovato) volta para outro verão no Camp Rock, o mesmo fazem Jason (Kevin Jonas), Shane (Joe Jonas) e Nate (Nick Jonas), porém um acampamento rival vai mostrar seus talentos e fazer Mitchie se focar somente em uma competição sugerida por ela mesma para provar que o Camp Rock é melhor, a fazendo não dar atenção às amizades e a seu relacionamento com Shane. Mas uma certa manhã depois do reconciliamento dos dois e com o resto do acampamento, todos se focam em ganhar o Jam Final. O Camp Star infelizmente vence, fazendo o Camp Rock fechar as portas. Todo o acampamento retorna á sua margem do lago e arruma as coisas para deixar o local, mas durante a apresentação da música "This Is Our Song" os integrantes do Camp Star resolvem transferir-se para o Camp Rock, que será reaberto no próximo verão.

## Elenco
- Demi Lovato como Mitchie Torres
- Joe Jonas como Shane Gray
- Nick Jonas como Nate Gray
- Kevin Jonas como Jason Gray
- Meaghan Martin como Tess Tyler
- Chloe Bridges como Dana Turner
- Matthew "Mdot" Finley como Luke Williams
- Alyson Stoner como Caitlyn Gellar
- Jasmine Richards como Margaret "Peggy" Dupree
- Anna Maria Perez de Tagle como Ella Pador
- Maria Canals Barrera como Connie Torres
- Jordan Francis como Baroon
- Roshon Fegan como Sander Lawer
- Frankie Jonas como Trevor
- Daniel Fathers como Brown Cesário
- Daniel Kash como Axel Turner

## Trilha Sonora
A trilha sonora de Camp Rock 2: The Final Jam foi lançada dia 11 de Agosto de 2010, chegando a 3ª posição da Billboard 200. No Brasil o álbum vendeu mais de 45.000 cópias.

### Faixas
1. Brand New Day
2. Fire
3. Can't Back Down
4. It's On
5. Wouldn't Change a Thing
6. Heart and Soul
7. You're My Favorite Song
8. Introducing Me
9. Tear It Down
10. What We Came Here For
11. This Is Our Song
12. Different Summers
13. Walkin' in My Shoes
14. It's Not Too Late
15. Rock Hard Or Go Home
16. Eu Não Mudaria Nada Em Você (Wouldn't Change a Thing) (faixa bônus no Brasil)
17. O Que Viemos Fazer (What We Came Here For) (faixa bônus no Brasil)

## Divulgação
O trailer oficial estreou dia 18 de abril de 2010, durante a estréia do filme Beauty & the Briefcase, no canal ABC Family. O Disney Channel exibiu o primeiro videoclipe de uma canção da trilha sonora do filme, "Can't Back Down", em 25 de abril de 2010.